# امریکن دالر
امریکن دالر (به انگلیسی: The American Dollar) ، یک گروه پست‌راک آمریکایی است که توسط جان امانوئل (درام و کیبورد) و ریچارد کوپلو (گیتار و کیبورد) در سال ۲۰۰۵ در کویینز، نیویورک شکل گرفت.

## ترانه‌شناسی
آلبوم‌های استدیویی
- دلار آمریکایی (۲۰۰۶) | The American Dollar
- خواب رنگارنگ (۲۰۰۷) | The Technicolour
- جریان حافظه (۲۰۰۸) | A Memory Stream
- اطلس (۲۰۱۰) | Atlas
- بیدار در شهر (۲۰۱۲) | Awake in the City
- سراسر اقیانوس‌ها (۲۰۱۵) | Across the Oceans

گردآوری‌ها
- محیط یک (۲۰۰۹) | Ambient One
- محیط دو (۲۰۱۰) | Ambient Two
- زمستان رایگان ۲۰۱۰ | Free Winter 2010
- محیط سه (۲۰۱۲) | Ambient Three
- زمستان رایگان ۲۰۱۲ | Free Winter 2012
- موسیقی برای خواب (۲۰۱۲) | Music for Sleep
- موسیقی برای تمرکز و ابداع (۲۰۱۳) | Music for Focus and Creativity

آلبوم‌های چندآهنگه
- از دریای درون مرزی - همراهآرمز اند اسلیپرز (۲۰۰۹) | From The Inland Sea

اجراهای زنده
- زندگی در بروکلین (۲۰۱۰) | Live In Brooklyn